# Osjećaji
Osjećaj ili emocija naziv je za čovjekovu reakciju na neki događaj, povezuju ono što nam je važno sa svijetom ljudi, stvari i događaja. Emocije nadopunjuju nedostatke mišljenja i daju infrastrukturu za društveni život.
Emocije koje opažamo i o njima razgovaramo s drugima obično traju vrlo kratko od nekoliko minuta do nekoliko sati,  raspoloženja traju satima, danima ili tjednima, a emocionalni poremećaji poput depresije ili anksioznosti traju mjesecima ili godinama.

## Emocije u odnosu na događaj
Ako se radi o pozitivnom događaju, emocija je pozitivna, na primjer:
- nada
- sreća
- zadovoljstvo
- ljubav

no ako je događaj negativan (odnosno ako je percipiran kao negativan), javljaju se negativne emocije:
- ljutnja (srdžba)
- tuga
- zavist
- ljubomora
- mržnja
- strah
- gađenje
- sram
- stid
- žalost

Začuđenost može biti i negativan i pozitivan osjećaj predstavljajući šok, zapanjenost, zadivljenost.
U školi i obitelji se obično uči samo da čovjek treba kontrolirati ponašanje (nemoj vikati, tući se), a obično su iskazivanje i kontrola emocija tragično zapostavljeni, odnosno tretirani na krive načine. Muški spol se uči hrabrosti što je u redu, ali im se zabranjuje iskazivanje osjećaja tuge putem plakanja ("dečki ne plaču"), dok se ženskom spolu zabranjuje iskazivanje osjećaja ljutnje putem vikanja ("curice koje se ljute su ružne"). Rješavanjem takvih zabluda u odgoju bavi se danas mnogo psihologa na Zapadu, one koji su specijalizirali savjetovanje zovemo "psihoterapeutima" (u engleskom slengu - "shrink").

## Emocije i prosudba
Kako se ljudski organizam u određenoj mjeri štiti od neugodnih misli, provedeno je istraživanje koliko iskazi svjedoka sadrže pogreške i jednim posebnim istraživanjem provedenim u Britaniji poznato kao Izvještaj Devlin u kojem su se ispitivali slučajevi pogrešnih presuda za počinjene zločine, upozorilo je da nije pouzdano nekoga osuditi ne temelju iskaza svjedoka osim u izuzetnim okolnostima, ili kada je taj iskaz potvrđen dokazima druge vrste.
Emocionalno istaknuti događaji se pamte bolje od neutralnih, ali rekonstrukcija tog događaja ovisna je o emocionalnoj upletenosti same osobe u događaj, te se ona može emocionalno distancirati od događaja ili kroz traumatično proživljavanje slika događaja dublje urezati u sjećanje. 
Učinci raspoloženja na pamćenje najpouzdanije se dobivaju kada se ono što se pamti ima emocionalnu važnost za osobu koja pamti, jer određena raspoloženja omogućuju lakši pristup sjećanjima na događaje koje smo doživjeli u istom emocionalnom stanju.
Često je i donošenje odluka ili sudova povezano s onim kako se osjećamo, odnosno kakvog smo raspoloženja, a raspoloženjem se može manipulirati. Osobe dovedene u frustrirajuću ili ponižavajuću situaciju, osjećaju se ljutito, te se tako i ponašaju. 
One osobe koje su vesele u svoj um unose takve sadržaje koje će imati tendenciju održavanja tog raspoloženja.
Aristotel je smatrao da postoje dvije vrste slučajeva o kojima se moraju donositi sudovi. 
Kod matematičkih i logičkih problema moguće je raspolagati potpunim ili gotovo potpunim znanjem, sudovi su jasni, jer su i dokazi neoborivi i jasno dokazivi, dok se kod socijalnog prosuđivanja, politike ili pravosuđa, kao i mnogih drugih društvenih područja nikada ne može raspolagati potpunim znanjem, nema neoborivih dokaza i neospornih istina. Ta se obrazlaganja mogu približiti istini, ali to nje neće nikada doći.
Aristotel je učinke emocija vidio kao one koje potpomažu prosuđivanje.
Pravdi se može približiti u većoj mjeri kada se spoznaja raspodjeljuje na više ljudi, kada je potrebno znanje u više područja i kada je onemogućeno da jedna osoba držeći se svoje vlastite teorije svojim spoznajnim procesom dovodi do zablude.
Zato se tijekom sudskih procesa uključuje više elemenata, sudac, porota, osoba koja zatupa tužitelja, osoba koja zastupa obranu.
Ograničenja individualnog mišljenja i emocija premošćuju se raspodjelom znanja i uloga na različite ljude.

## Djelovanje emocija
Koji organi tijela sudjeluju kod emocija? 
Srce, simpatikus, parasimpatikus, nadbubrežne žlijezde, žlijezde slinovnice, bronhioli, jetra, slezena, želudac, bubrezi, mjehur, crijeva.
Kontrola emocija (kako učimo kontrolirati emocije?) 
Najčešće nagrađivanjem i kažnjavanjem, a donekle i objašnjavanjem i uvjeravanjem.
Koje emocije sadržava materinski motiv? 
Ljubav, sreća, radost, strah.
Kako emocije utječu na motiv? 
Emocije su važan motivacijski faktor, često određuju jačinu motivacije. 
- npr. patriotizam može nekog motivirati da učini herojsko djelo.
Emocije po Darwinu
Po Darwinu, emocije su filogenetski rudiment kojem je glavna zadaća povećanje izgleda za preživljavanje.
Prepoznavanje emocija:
Prepoznavanje emocija u drugih ljudi se zasniva na 4 skupine: 
- izraz lica
- čovjekov glas
- pokreti tijela i udova te
- cjelokupna situacija

## Razvoj emocija
Razvoj emocija (kako nastaju ili što utječe na razvoj emocija): 
Emocije su rezultat međusobnih utjecaja bioloških karakteristika pojedinaca (uzbudljivosti, reaktivnosti, temperamenta) i njegova socijalnog učenja, te pod snažnim utjecajem kulturalnih ideala. Međukulturalno se razlikuje pridavanje važnosti pojedinim emocijama, nazivima za emocije i situacijama koje izazivaju emocije. Strastvena ljubav je jedna od emocija koja se javlja u mnogim kulturama.